# Italia (diocesi)
La diocesi d'Italia (in latino, dioecesis Italiciana) fu una diocesi del tardo Impero romano costituita nel 292, a seguito della parificazione giuridica tra l'Italia romana e le province.
La diocesi era subordinata alla prefettura del pretorio d'Italia e la sua capitale era Mediolanum (l'odierna Milano).

## Storia
La diocesi venne istituita in seguito alla riforma amministrativa voluta da Diocleziano, e poi perfezionata da Costantino, negli ultimi anni del III secolo e all'inizio del IV secolo. L'Italia, fino a Diocleziano, aveva conservato la divisione augustea in 11 regioni; ma l'autonomia municipale aveva ingenerato disordine finanziario. Perciò gli imperatori decisero di esercitarvi un maggiore controllo. Diocleziano ripartì l'Italia in province, adeguando amministrativamente il territorio della penisola a quello del resto dell'impero. Con la riforma dioclezianea entrarono a far parte della diocesi italiciana territori che in precedenza non erano parte dell'Italia romana, ovvero la Rezia, le Alpi Cozie, la Sicilia, la Sardegna e la Corsica.
Dopo il suo primo viaggio in Italia, nel 312, Costantino, per prevenire la possibilità di una nuova usurpazione favorita dalle truppe di stanza della capitale (Massenzio aveva ottenuto l'appoggio della guardia pretoriana), decise di rimuoverle dall'Urbe mandandole a combattere altrove. Una volta smilitarizzata la capitale, Costantino trasformò il cosiddetto agens vices praefectorum praetorio di Roma nel vicarius urbis Romae, trasformandolo da ufficiale militare a civile e affidandogli il compito di rendere più efficiente il rifornimento dell'Urbe di annona. In questo modo Costantino I ridusse i poteri del vicarius Italiae residente a Milano, limitando la sua giurisdizione alla sola parte settentrionale della diocesi italiciana, la cosiddetta Italia Annonaria; le province meridionali della diocesi, costituenti la cosiddetta Italia Suburbicaria, furono invece poste sotto la giurisdizione del vicarius urbis Romae avente sede a Roma. La linea di demarcazione tra Italia Suburbicaria e Italia Annonaria fu posta in corrispondenza dei fiumi Arno ed Esino. In questo modo sarebbe stata migliorata l'efficienza dell'approvvigionamento dell'esercito di stanza nell'Italia Annonaria e della plebe dell'Urbe, il cui consenso era necessario per assicurare la stabilità della regione. Con il riordinamento costantiniano si ebbe così la singolare presenza di due vicari all'interno della stessa diocesi, situazione senza precedenti.
In seguito alla vittoria su Licinio nel 324 Costantino divenne imperatore unico. Ritenendo insufficiente un solo prefetto del pretorio per tutto l'Impero (fino a quel momento vi era un prefetto del pretorio per ciascun imperatore), Costantino decise di suddividere l'Impero in cinque prefetture - Gallie, Africa, Italia, Illirico e Oriente - ponendo a capo dell'amministrazione civile di ognuna di esse un prefetto del pretorio. Il prefetto del pretorio regionale, privato di ogni potere militare, supervisionava l'operato in ambito fiscale e giudiziario dei vicarii e dei governatori provinciali posti alle sue dipendenze. Nelle prefetture del pretorio consistenti in un'unica diocesi (come Italia e Africa) sembrerebbe che non vi fosse un vicario in età costantiniana, sostituito dal prefetto del pretorio. Sotto i successori di Costantino, alla prefettura d'Italia furono aggregate l'Illirico e l'Africa, con la sede prefettizia spostata a Sirmio, e i vicarii dell'Italia Annonaria e Suburbicaria tornano ad essere attestati nelle fonti.

## Amministrazione
La diocesi italiciana era sotto la giurisdizione di un agens vices praefectorum praetorio (anche detto vicarius), cioè un vice del prefetto del pretorio dell'Augusto Massimiano (che aveva la propria residenza imperiale a Milano). Il vicarius probabilmente aveva sede a Milano e sostituiva il prefetto del pretorio di Massimiano quando seguiva il proprio Augusto in province diverse dall'Italia. I governatori delle province italiche avevano il titolo di corrector al quale seguiva il nome della provincia governata al genitivo (ad esempio corrector Campaniae), differentemente dai governatori delle altre province, denominati praesides. Il termine corrector dei governatori provinciali italici probabilmente deriva dai due correctores Italiae introdotti da Probo: Diocleziano moltiplicò i correctores (che con Probo erano due) affidando a ognuno di loro il governo di una provincia italica; a differenza della carica di corrector Italiae introdotta da Probo, riservata esclusivamente ai senatori, la carica di corrector poteva essere rivestita anche da esponenti di rango equestre. I governatori delle province aggiunte all'Italia invece furono denominati praesides.
Nonostante la parificazione dell'Italia con le province, Roma rimase comunque una città importante a causa della presenza in essa del senato romano, il consenso del quale era necessario per evitare che favorisse rivolte e usurpazioni. L'assenza prolungata da Roma dell'Imperatore e del prefetto del pretorio rese necessario, a partire dall'età severiana, nominare nell'urbe un viceprefetto, il cosiddetto agens vices praefectorum praetorio, che dipendeva direttamente dall'Imperatore e comandava la guardia pretoriana in assenza del prefetto del pretorio. La giurisdizione di questo agens vices praefectorum praetorio era limitata alla sola Roma e svolgeva mansioni esclusivamente militari. Diocleziano mantenne inalterata questa carica, creando al contempo un nuovo funzionario dalle mansioni prevalentemente fiscali, il vicario della diocesi Italiciana (vicarius praefectorum praetorio per Italiam, successivamente abbreviato in vicarius Italiae), residente a Milano e con giurisdizione estesa all'intera Italia.

## Descrizione

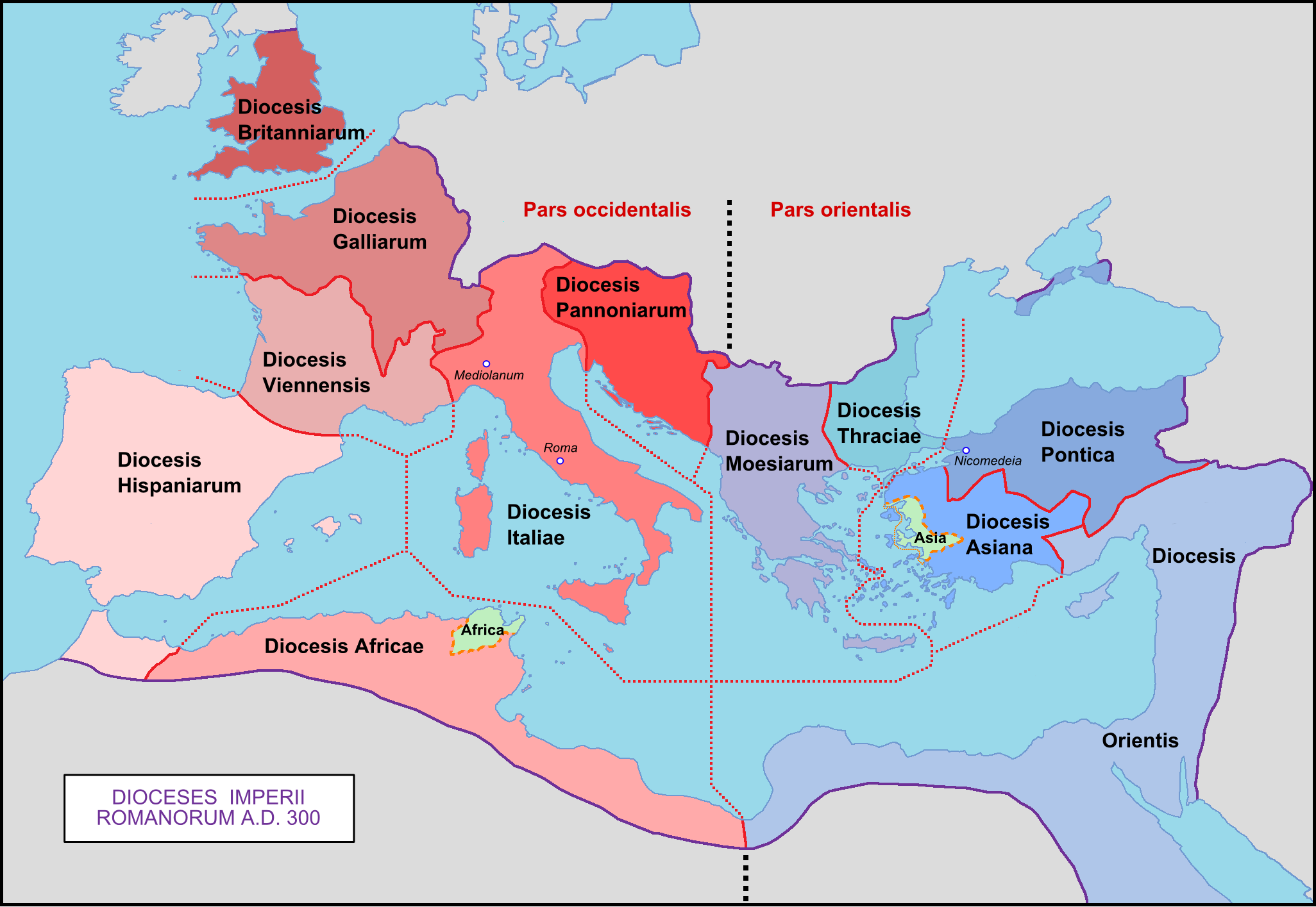
Le diocesi dell'impero romano nel 300

Purtroppo l'evidenza epigrafica è insufficiente a ricostruire l'esatta suddivisione provinciale dell'Italia attuata da Diocleziano, e deve essere integrata con il Laterculus Veronensis, il quale però descrive la suddivisione in province dell'Impero in età già costantiniana (fu redatto intorno al 314). Le uniche province di età dioclezianea propriamente italiche (escludendo quindi Rezia, Alpi Cozie e isole) note dalle epigrafi sono la Venetia et Histria, la Tuscia et Umbria, la Campania, la Apulia et Calabria e la Lucania et Brutii. Secondo il Laterculus Veronensis, la diocesi d'Italia intorno al 314 comprendeva 16 province, ma, a causa di una lacuna nel testo, ne riporta soltanto otto: Alpes Cottiae, Raetia, Venetia et Histria, Flaminia et Picenum, Tuscia et Umbria, Apulia et Calabria, Lucania e Corsica. Secondo il Porena, che, a differenza del Jones, aggrega la Flaminia al Piceno nella provincia di Flaminia et Picenum, ad esse andrebbero certamente aggiunte le province di Campania, Aemilia et Liguria, la Sicilia e la Sardegna, e inoltre Lucania andrebbe emendato in Lucania et Brutii. Il Porena conclude che le province italiche fossero 12, e che il numero 16 sarebbe un errore del copista o del redattore originale. Secondo il Porena, il Laterculus Veronensis (redatto nel 314) riproduceva quasi del tutto l'assetto dioclezianeo del 293, senza grandi cambiamenti. Si può dunque supporre che la nuova ripartizione comprendesse le seguenti province:
1. Campania (Lazio meridionale e Campania),
2. Apulia et Calabria (Puglia),
3. Lucania et Bruttii (Basilicata e Calabria),
4. Tuscia et Umbria (Toscana e Umbria)
5. Flaminia et Picenum (Romagna e Marche)
6. Aemilia et Liguria (Lombardia ed Emilia),
7. Venetia et Histria (Veneto, Trentino, Friuli e Istria),
8. Sicilia,
9. Sardinia,
10. Corsica,
11. Raetia,
12. Alpes Cottiae (Liguria e Piemonte).

Secondo la Notitia Dignitatum (redatta intorno al 395 e aggiornata fino ad intorno al 420 per l'Occidente), le diciassette province della diocesi italiciana erano le seguenti: Venetia et Histria, Aemilia, Liguria, Flaminia et Picenum annonarium, Tuscia et Umbria, Picenum suburbicarium, Campania, Sicilia, Apulia et Calabria, Lucania et Bruttii, Alpes Cottiae, Raetia I, Raetia II, Samnium, Valeria, Sardinia e Corsica. Di queste, Venetia et Histria, Aemilia, Liguria, Flaminia et Picenum annonarium, Alpes Cottiae, Raetia I e Raetia II facevano parte del vicariato dell'Italia Annonaria, mentre Tuscia et Umbria, Picenum suburbicarium, Campania, Sicilia, Apulia et Calabria, Lucania et Bruttii, Samnium, Valeria, Sardinia e Corsica facevano parte del vicariato dell'Italia Suburbicaria.